# Dylan O’Brien
Dylan Rhodes O’Brien (New York, 1991. augusztus 26. –) amerikai színész.

## Fiatalkora
New Yorkban született, Lisa (Rhodes) színésziskolát vezető volt színésznő és Patrick O’Brien operatőr fiaként. Van egy lánytestvére, Julia. Springfield Townshipben, New Jerseyben laktak, egészen ameddig Hermona Beachre, Kaliforniába nem költöztek. 14 éves korában kezdte el videóit megosztani a YouTube-on. A videók gyártását a moviekidd826 csatornájára azért fejezte be, mert elfelejtette a jelszavát. 2009-ben érettségizett le a Mira Costa Gimnáziumban. Ezután egyetemre akart menni, de inkább a színészetet választotta.
2011-ben kezdődött színész karrierje, amikor is jelentkezett az MTV új sorozatába, a Teen Wolf-ba. Eredetileg Scott McCall szerepéért ment el a meghallgatásra, ám amikor elolvasta Stiles szövegét inkább az ő karakterét szerette volna eljátszani. Természetesen megkapta a szerepet, a sorozat pedig 2011. június 5-én el is kezdődött első évadával. Nálunk a sorozat 2012 nyarán startolt Teen Wolf – Farkasbőrben címen.

## Pályafutása
2012-ben a The First Time című romantikus vígjátékban játszotta Dave Hodgmant. A filmben Britt Robertsonnal és Victoria Justice-szal szerepelt együtt. 2013-ban a First Dates with Toby Harris-ben vendégszerepelt Peterként, valamint a New Girl-ben is megfordult Zooey Deschanel oldalán, itt is egy epizódban. A Gyakornokok című filmben Owen Wilson és Vince Vaughn mellett egy Stuart nevű srác bőrébe bújt. Márciustól egészen júniusig a Teen Wolf negyedik évadához forgatott. Július végén a Comic Con-on vett részt a sorozat stábjával. Útvesztő című filmje szeptember 18-án debütált a magyar mozikban. A film James Dashner bestseller könyve alapján készült, Dylan pedig a főszereplőt Thomast alakította. A sikerekhez mérten a rendező, Wes Ball a premier után bejelentette, 2015. szeptember 17-én érkezett a könyvsorozat második részének megfilmesített verziója, a The Maze Runner: The Scorch Trials.
Szerepelt a 2016-os Mélytengeri Pokol c. filmben is.
2017. szeptember 14-én megjelent Amerikában az American Assasin című film Dylan főszereplésével. Mitch Rappet fogja alakítani, színésztársai a filmben Michael Keaton és Sanaa Lathan is. Az Útvesztő harmadik része, a Halálkúra megjelenése 2018. január 12-ére lett kitűzve az USA-ban.

## Filmográfia

### Film
| Év   | Magyar cím                 | Eredeti cím                    | Szerep                  | Magyar hang     |
| ---- | -------------------------- | ------------------------------ | ----------------------- | --------------- |
| 2011 |                            | High Road                      | Jimmy                   |                 |
| 2012 |                            | The First Time                 | Dave Hodgman            |                 |
| 2013 | Gyakornokok                | The Internship                 | Stuart Twombly          | Szvetlov Balázs |
| 2014 | Az útvesztő                | The Maze Runner                | Thomas                  | Szatory Dávid   |
| 2015 | Az útvesztő: Tűzpróba      | Maze Runner: The Scorch Trials | Thomas                  | Szatory Dávid   |
| 2016 | Mélytengeri pokol          | Deepwater Horizon              | Caleb Holloway          | Takátsy Péter   |
| 2017 | Amerikai bérgyilkos        | American Assasin               | Mitch Rapp              | Szatory Dávid   |
| 2018 | Az útvesztő: Halálkúra     | Maze Runner: The Death Cure    | Thomas                  | Szatory Dávid   |
| 2018 | ŰrDongó                    | Bumblebee                      | ŰrDongó (hangja)        | Bácskai János   |
| 2020 | Visszaemlékezés            | Flashback                      | Fredrick "Fred" Fitzell |                 |
| 2020 | Szerelem és szörnyek       | Love and Monsters              | Joel Dawson             |                 |
| 2021 | Végtelen                   | Infinite                       | Heinrich Treadway       | Szatory Dávid   |
| 2022 | Outfit                     | The Outfit                     | Richie Boyle            | Szatory Dávid   |
| 2022 | Nem oké                    | Not Okay                       | Colin                   | Szatory Dávid   |
| 2023 |                            | Maximum Truth                  | Simon                   |                 |
| 2024 |                            | Ponyboi                        | Vinnie                  |                 |
| 2024 | Saturday Night: A kezdetek | Saturday Night                 | Dan Aykroyd             | Böröndi Bence   |
| 2024 | A Caddo-tó                 | Caddo Lake                     | Paris Lang              | Szatory Dávid   |

### Televízió
| Év        | Magyar cím               | Eredeti cím          | Szerep           | Megjegyzések                                                                   |
| --------- | ------------------------ | -------------------- | ---------------- | ------------------------------------------------------------------------------ |
| 2011–2017 | Teen Wolf – Farkasbőrben | Teen Wolf            | Stiles Stilinski | - főszereplő (83 epizód) - vendégszereplő (2 epizód) - magyar hangja Joó Gábor |
| 2013      | Új csaj                  | New Girl             | srác             | 1 epizód                                                                       |
| 2019      |                          | Weird City           | Stu Maxsome      | 1 epizód                                                                       |
| 2020      | Elképesztő történetek    | Amazing Stories      | Sam Taylor       | 1 epizód                                                                       |
| 2021      | Félig üres               | Curb Your Enthusiasm | önmaga           | 1 epizód                                                                       |
| 2023      |                          | The Other Two        | önmaga           | 1 epizód                                                                       |
| 2024      |                          | Fantasmas            | Dustin           | 1 epizód                                                                       |

## Fordítás
- Ez a szócikk részben vagy egészben  a   Dylan O'Brien című angol Wikipédia-szócikk ezen változatának fordításán alapul.  Az eredeti cikk szerkesztőit annak laptörténete sorolja fel. Ez a jelzés csupán a megfogalmazás eredetét és a szerzői jogokat jelzi, nem szolgál a cikkben szereplő információk forrásmegjelöléseként.